# Mein Rad

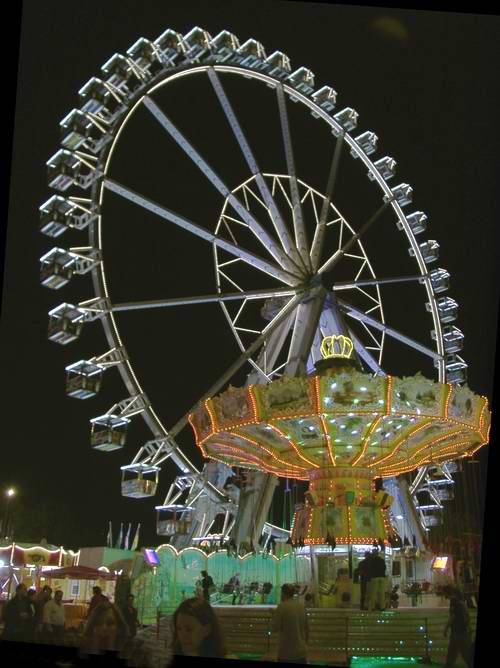
60-Meter-Riesenrad auf dem Cannstatter Wasen

Das Mein Rad (ehemals Steiger-Riesenrad) ist eines der größten transportablen Riesenräder der Welt. Der Rekord als größtes transportables Riesenrad der Welt wurde seit der ersten Präsentation auf dem Schützenfest in Hannover 1980 bis zum Jahre 2012 gehalten. Es hat einen Durchmesser von 59,76 Metern und ein Gewicht von 450 Tonnen. Zum Transport sind 32 speziell umgebaute 40-Fuß-Container nötig. Diese werden mit Containerseitenladern und einem Autokran verladen und mit eigenen Fahrzeugen und Speditionen transportiert.

## Geschichte
Das vom in Hamburg (früher in Bad Oeynhausen) ansässigen Schaustellerbetrieb Steiger entworfene und betriebene Riesenrad ist seit der Weltpremiere auf dem Schützenfest Hannover im Jahre 1980 auf zahlreichen Volksfesten eine Attraktion. Das Steiger-Riesenrad tritt seit Sommer 2010 in einer völlig neuen Gestaltung auf. Die Lichtanlage aus 15.000 Glühlampen wurde durch eine moderne computergesteuerte Lichtanlage mit 250.000 LEDs ersetzt. Fast schon traditionell wurde auch das neu beleuchtete Rad erstmals auf dem Schützenfest Hannover der Öffentlichkeit vorgestellt.
Gebaut wurde dieses Riesenrad von der Bremer Maschinenfabrik Stahl- und Maschinenbau Kocks. Die für das Gerät nötigen statischen Berechnungen führte das Ingenieurbüro Dr. Cassens und Jäschke durch.
Seit dem Jahr 2019 gehört es dem Schaustellerbetrieb Patrick Greier, welcher das Rad aufwändig umthematisierte. Seitdem reist es unter dem Namen „Mein Rad Classic Cruiser“.
Obwohl zum Transport dieses Fahrgeschäfts 32 Transporte nötig sind, wurde es nach dem Cannstatter Wasen in nur vier Tagen abgebaut und auf dem Bremer Freimarkt wieder aufgestellt.

## Zwischenfälle
Bei dem Abbau des Fahrgeschäfts nach dem Oldenburger Kramermarkt 2010 kamen zwei der vier 30 Meter hohen Stützpfeiler ins Wanken und stürzten nach unten. Bei diesem Unfall beschädigten die Stützpfeiler Transportfahrzeuge und das Fahrgeschäft selber. Trotz der Anwesenheit der Arbeiter und Zuschauer des Abbaus kamen keine Menschen zu Schaden. Der Gesamtschaden wurde auf ca. 100.000 Euro geschätzt. Aufgrund des Unfalls fiel das Gastspiel des Riesenrades auf dem Bremer Freimarkt 2010 aus.
Am 8. Dezember 2014 beging ein Mann Suizid, indem er auf dem Berliner Weihnachtsmarkt aus der Gondel sprang und fast 60 Meter in die Tiefe stürzte. Er war sofort tot.

## Rechtsstreit mit der Stadt Stuttgart
Aufgrund der Nichtzulassung des Riesenrads auf dem Cannstatter Volksfest 2010 zog die Firma Steiger gegen die Stadt Stuttgart vor Gericht. 2010 hatte die Stadt erstmals die Standlizenz einem Konkurrenten, der Firma Hablützel & Bruch AG mit ihrem Mega Wheel Millennium Star erteilt. Die Vergabe erfolgt nach einem Punktesystem, welches verschiedene Parameter (Höhe, Kapazität etc.) berücksichtigt. Hiergegen klagte die Firma Steiger. Im Juni 2011 wurde das Urteil verkündet, Steiger gewann gegen die Stadt Stuttgart und hätte damit 2011 wieder mit seinem Riesenrad auf dem Cannstatter Wasen vertreten sein können. Seither ist die Firma Steiger mit dem Riesenrad  nicht mehr auf dem Cannstatter Wasen vertreten, sondern in Oldenburg auf dem Kramermarkt.